# Danmarksturneringen 1944-45
Danmarksturneringen 1944-45 var den 32. sæson om Danmarksmesterskabet i fodbold for herrer organiseret af DBU. Mesterskabet blev vundet af AB, der efter to kampe i Københavns Idrætspark besejrede AGF. Den første kamp endte 1-1. Omkampen vandt AB 3-2 efter at have været bagud 0-2. 
Turneringen blev gennemført trods svære udfordringer for de jyske og fynsk klubber. I efteråret 1944 betød den danske modstandsbevægelses sabotage af jernbanelinjerne i Jylland, at flere kampe blev udsat i Danmarksturneringens Kreds 1. Fra 1. februar 1945 stoppede DSB al togdrift på søndage, så klubberne til udekampe var nødt til kun at anvende biler. Det fik DBU til at arrangere en ny turnering for holdene i Kreds 1, hvor klubberne blev opdelt i distrikter for henholdsvis Nordjylland, Sønderjylland og Fyn.

## Danmarksturneringen

### Kreds 1
Kredsen bestod af syv hold fra Jylland og tre hold fra Fyn. Otte kampe blev udsat i efteråret 1944. DBU stoppede turneringen i februar 1945 og inddelte de ti hold i tre distrikter. 

| Pos | Hold          | K | V | U | T | M+ | M- | MR    | P  |
| --- | ------------- | - | - | - | - | -- | -- | ----- | -- |
| 1   | Vejle B       | 9 | 7 | 0 | 2 | 29 | 16 | 1,813 | 14 |
| 2   | AGF           | 7 | 5 | 0 | 2 | 20 | 10 | 2,000 | 10 |
| 3   | AaB           | 8 | 4 | 1 | 3 | 20 | 12 | 1,667 | 9  |
| 4   | Aalborg Chang | 9 | 3 | 3 | 3 | 18 | 20 | 0,900 | 9  |
| 5   | B 1909        | 7 | 3 | 1 | 3 | 16 | 18 | 0,889 | 7  |
| 6   | Vejen SF      | 7 | 3 | 0 | 4 | 14 | 18 | 0,778 | 6  |
| 7   | Esbjerg fB    | 7 | 3 | 0 | 4 | 11 | 15 | 0,733 | 6  |
| 8   | OB            | 7 | 2 | 1 | 4 | 11 | 18 | 0,611 | 5  |
| 9   | B 1913        | 6 | 2 | 0 | 4 | 8  | 13 | 0,615 | 4  |
| 10  | Randers Freja | 7 | 2 | 0 | 5 | 14 | 21 | 0,667 | 4  |

#### Kreds 1, Distrikt 1
| Pos | Hold          | K | V | U | T | M+ | M- | MR    | P |                           |
| --- | ------------- | - | - | - | - | -- | -- | ----- | - | ------------------------- |
| 1   | Randers Freja | 6 | 4 | 1 | 1 | 15 | 10 | 1,500 | 9 | Videre til 2. mellemrunde |
| 2   | AGF           | 6 | 4 | 0 | 2 | 19 | 12 | 1,583 | 8 | Videre til 2. mellemrunde |
| 3   | AaB           | 6 | 1 | 2 | 3 | 8  | 14 | 0,571 | 4 |                           |
| 4   | Aalborg Chang | 6 | 1 | 1 | 4 | 11 | 17 | 0,647 | 3 |                           |

#### Kreds 1, Distrikt 2
| Pos | Hold       | K | V | U | T | M+ | M- | MR    | P |                           |
| --- | ---------- | - | - | - | - | -- | -- | ----- | - | ------------------------- |
| 1   | Esbjerg fB | 4 | 4 | 0 | 0 | 17 | 3  | 5,667 | 8 | Videre til 1. mellemrunde |
| 2   | Vejen SF   | 4 | 1 | 1 | 2 | 5  | 10 | 0,500 | 3 | Videre til 1. mellemrunde |
| 3   | Vejle B    | 4 | 0 | 1 | 3 | 4  | 13 | 0,308 | 1 |                           |

#### Kreds 1, Distrikt 3
| Pos | Hold   | K | V | U | T | M+ | M- | MR    | P |                           |
| --- | ------ | - | - | - | - | -- | -- | ----- | - | ------------------------- |
| 1   | B 1913 | 4 | 2 | 0 | 2 | 14 | 8  | 1,750 | 4 | Videre til 1. mellemrunde |
| 2   | B 1909 | 4 | 2 | 0 | 2 | 6  | 7  | 0,857 | 4 | Videre til 1. mellemrunde |
| 3   | OB     | 4 | 2 | 0 | 2 | 9  | 14 | 0,643 | 4 |                           |

#### Kreds 1, 1. mellemrunde
De to vindere kvalificerede sig til 2. mellemrunden i i Danmarksturneringens Kreds 1.
| 10. maj 1945 |

| Vejen SF | 1 - 1 | B 1909 |
| -------- | ----- | ------ |
|          |       |        |

|  |

| 13. maj 1945 |

| Esbjerg fB | 2 - 2 | B 1913 |
| ---------- | ----- | ------ |
|            |       |        |

| Tilskuere: 3.000 |

| 13. maj 1945 |

| B 1909 | 6 - 1 | Vejen SF |
| ------ | ----- | -------- |
|        |       |          |

|  |

B 1909 videre med tre point mod et.
| 16. maj 1945 |

| B 1913 | 1 - 1 | Esbjerg fB |
| ------ | ----- | ---------- |
|        |       |            |

| Tilskuere: 5.000 |

Sammenlagt uafgjort. Esbjerg videre på grund af bedste pointgennemsnit i den afbrudte indledende turnering i efteråret 1944.

#### Kreds 1, 2. mellemrunde
De to vindere kvalificerede sig til kvartfinalerne i Danmarksturneringen.
| 18. maj 1945 |

| AGF                                                          | 4 - 3   | B 1909                              |
| ------------------------------------------------------------ | ------- | ----------------------------------- |
| Erik Kuld Jensen · Harry Jensen · Helge Sandberg selvmål 40' | (4 - 0) | Gerhardt Petersen · Carl Petersen · |

| Aarhus Stadion, Aarhus Tilskuere: 4.000 |

| 21. maj 1945 |

| Esbjerg fB      | 1 - 2 | Randers Freja                        |
| --------------- | ----- | ------------------------------------ |
| Walther Isaksen |       | Svend Aage Nielsen · Erik Andersen · |

| Esbjerg Idrætspark, Esbjerg Tilskuere: 3.500 |

| 27. maj 1945 |

| B 1909                                                     | 4 - 1   | AGF                       |
| ---------------------------------------------------------- | ------- | ------------------------- |
| Edvin Thuesen 30' · Oluf Henriksen · Gerhardt Petersen 55' | (2 - 0) | Tage Sørensen 75' strf. · |

| Odense Stadion, Odense Tilskuere: 4.500 |

Sammenlagt uafgjort. AGF videre på grund af bedste pointgennemsnit i den afbrudte indledende turnering i efteråret 1944.
| 27. maj 1945 |

| Randers Freja                                                                         | 5 - 0 | Esbjerg fB |
| ------------------------------------------------------------------------------------- | ----- | ---------- |
| Alex Clausen · Erik Andersen · Svend Aage Nielsen · Carl Engel Poulsen · Knud Nielsen |       |            |

| Randers Stadion, Randers Tilskuere: 5.000 |

Randers Freja videre med fire point mod nul.

### Kreds 2
Kredsen bestod af to hold fra Lolland-Falster, fem hold fra Sjælland, samt tre københavnske hold. De to bedste hold avancerede til slutspillet.

| Pos | Hold         | K  | V  | U | T  | M+ | M- | MR    | P  | Kvalifikation eller nedrykning |
| --- | ------------ | -- | -- | - | -- | -- | -- | ----- | -- | ------------------------------ |
| 1   | HIK          | 18 | 13 | 1 | 4  | 52 | 29 | 1,793 | 27 | Kvalifikation til kvartfinaler |
| 2   | Helsingør IF | 18 | 11 | 3 | 4  | 62 | 28 | 2,214 | 25 | Kvalifikation til kvartfinaler |
| 3   | Næstved (O)  | 18 | 10 | 5 | 3  | 58 | 36 | 1,611 | 25 |                                |
| 4   | Slagelse B&I | 18 | 10 | 4 | 4  | 70 | 45 | 1,556 | 24 |                                |
| 5   | B 1901       | 18 | 10 | 2 | 6  | 42 | 37 | 1,135 | 22 |                                |
| 6   | Dragør BK    | 18 | 5  | 5 | 8  | 40 | 55 | 0,727 | 15 |                                |
| 7   | Brønshøj (O) | 18 | 7  | 0 | 11 | 43 | 51 | 0,843 | 14 |                                |
| 8   | Nakskov      | 18 | 5  | 0 | 13 | 44 | 64 | 0,688 | 10 |                                |
| 9   | Korsør B     | 18 | 4  | 2 | 12 | 30 | 64 | 0,469 | 10 |                                |
| 10  | Haslev IF    | 18 | 3  | 2 | 13 | 28 | 60 | 0,467 | 8  |                                |

### Kreds 3
Kredsen bestod af ni hold fra København. De fire bedste hold avancerede til slutspillet. 

| Pos | Hold          | K  | V | U | T  | M+ | M- | MR    | P  | Kvalifikation eller nedrykning |
| --- | ------------- | -- | - | - | -- | -- | -- | ----- | -- | ------------------------------ |
| 1   | AB            | 16 | 9 | 3 | 4  | 42 | 26 | 1,615 | 21 | Kvalifikation til kvartfinaler |
| 2   | KB            | 16 | 9 | 3 | 4  | 42 | 27 | 1,556 | 21 | Kvalifikation til kvartfinaler |
| 3   | B 93          | 16 | 9 | 3 | 4  | 34 | 23 | 1,478 | 21 | Kvalifikation til kvartfinaler |
| 4   | Frem (M)      | 16 | 9 | 1 | 6  | 45 | 29 | 1,552 | 19 | Kvalifikation til kvartfinaler |
| 5   | B 1903        | 16 | 7 | 2 | 7  | 33 | 34 | 0,971 | 16 |                                |
| 6   | KFUM          | 16 | 5 | 5 | 6  | 24 | 28 | 0,857 | 15 |                                |
| 7   | ØB            | 16 | 5 | 2 | 9  | 31 | 41 | 0,756 | 12 |                                |
| 8   | Fremad Amager | 16 | 5 | 0 | 11 | 21 | 39 | 0,538 | 10 |                                |
| 9   | Køge BK       | 16 | 4 | 1 | 11 | 24 | 49 | 0,490 | 9  |                                |

## Kvartfinaler
Hold fra Kreds 3 (København) kunne ikke møde hinanden i kvartfinalerne.
| 3. juni 1945 |

| Randers Freja                 | 1 - 2   | AB                               |
| ----------------------------- | ------- | -------------------------------- |
| Knud Bastrup-Birk 27' selvmål | (1 - 1) | Karl Aage Hansen strf. 12, 73' · |

| Randers Stadion, Randers Tilskuere: 9.000 |

| 3. juni 1945 |

| Frem                                                 | 2 - 0   | HIK |
| ---------------------------------------------------- | ------- | --- |
| Børge Jensen 25' selvmål · Erling Serensen 63' strf. | (1 - 0) |     |

| Københavns Idrætspark, København Tilskuere: 10.700 |

| 3. juni 1945 Kl. 13.30 |

| AGF                                                       | 3-0 | KB |
| --------------------------------------------------------- | --- | -- |
| Johan Madsen 2' · Erik Kuld Jensen 78' · Harry Jensen 86' |     |    |

| Aarhus Stadion, Aarhus Tilskuere: 10.000 |

| 4. juni 1945 Kl. 18.30 |

| B 93                                                                      | 3 - 3 e.f.s.             | Helsingør IF                                 |
| ------------------------------------------------------------------------- | ------------------------ | -------------------------------------------- |
| Arne Petersen 55' · Helmuth Nielsen 82' Strf. · Knud Børge Overgaard 3-2' | Ord. kamp: 3 - 3 (0 - 1) | Leif Petersen 37, 3-3' · Knud Petersen 80' · |

| Københavns Idrætspark, København Tilskuere: 10.100 |

Helsingør videre efter lodtrækning.

## Semifinaler
| 9. juni 1945 Kl. 19.00 |

| AB                                          | 2 - 1   | Frem                 |
| ------------------------------------------- | ------- | -------------------- |
| Georg Dahlfelt 61' 70' · Holger Seebach 82' | (0 - 1) | Erling Sørensen 6' · |

| Københavns Idrætspark, København Tilskuere: 22.100 |

| 10. juni 1945 Kl. 13.30 |

| Helsingør IF                          | 2 - 3 e.f.s.         | AGF                                                               |
| ------------------------------------- | -------------------- | ----------------------------------------------------------------- |
| Leif Petersen 17' · Bjarne Hauger 37' | Ord. kamp: 2-2 (2-0) | Tage Sørensen 60' · Harry Jensen 67, 117' · Aage Rou Jensen 74' · |

| Københavns Idrætspark, København Tilskuere: 14.800 |

## Finale
| 13. juni 1945 |

| AB                | 1 - 1   | AGF                  |
| ----------------- | ------- | -------------------- |
| Poul Petersen 74' | (0 - 1) | Aage Rou Jensen 4' · |

| Københavns Idrætspark, København Tilskuere: 25.000 Dommer: Valdemar Laursen |

### Finale - omkamp
| 6. juli 1945 |

| AB                                                 | 3 - 2   | AGF                        |
| -------------------------------------------------- | ------- | -------------------------- |
| Karl Aage Hansen Strf. 43, 55' · Poul Petersen 60' | (1 - 2) | Erik Kuld Jensen 38, 41' · |

| Københavns Idrætspark, København Tilskuere: 22.000 Dommer: Ludvig Jørkov |